# Apionsoma murinae
Apionsoma murinae är en stjärnmaskart som först beskrevs av E. Cutler 1969.  Apionsoma murinae ingår i släktet Apionsoma och familjen Phascolosomatidae.

## Underarter
Arten delas in i följande underarter:
- A. m. bilobatae
- A. m. murinae